# Clube Desportivo de Portel
O Clube Desportivo de Portel é um clube português com sede na vila de Portel, distrito de Évora. O clube foi fundado em 1965. A actual presidente chama-se Maria Dulce Nascimento. O clube disputa os jogos em casa no estádio Nuno Álvares Pereira. O equipamento do clube tem a marca Tepa e tem o patrocínio da Sulcede. O Clube Desportivo de Portel disputa na época de 2005-2006 a ^ª divisão da Associação de Futebol de Évora.

### Época 2022/23
Zé Feio, Direitinho Ranhola, Afonso Relíquias, Pirralha e Filipe Enfermeiro foram algumas das preciosas mais-valias do plantel do Portel na época de 2022/23.